# 程克绳
程克绳（1893年—1932年），原名程兴武，号祖武，又名程常明。湖北枣阳县琚湾程坡人。中国共产党早期人物。

## 生平
程克绳早年曾就讀於县立高等小学，並於1915年，考入武昌省立第一中学。1919年10月31日，程克绳和李维汉、张昆弟等人，作为第五批赴法勤工俭学学生，从上海乘坐宝勒茄号轮船，踏上了赴法的征途。12月9日抵达法国。1921年2月28日，为争“吃饭权、工作权、求学权”，学生集体请愿、示威，反对北洋政府断绝对勤工俭学学生的资助，要求法国当局释放被捕学生。同年6月至8月间，在张申府、赵世炎、陈公培和周恩来等的领导下，掀起了强烈谴责北洋政府的游行。1922年秋，中共旅欧党组织建立了马克思主义研究会，出版《少年报》。
1922年，程克绳加入中国共产党。1923年底，经由苏联回到中国。后被派遣回乡领导农民运动，创办农民夜校，发展中共党员，1925年夏，建立鄂北地区第一个党小组，并担任组长；程克绳还组建了农民协会和农民自卫组织，领导农民发动抗捐抗税运动。1926年8月初，任中共枣阳县委书记。1927年国共合作失败后，任中共鄂北特委委员，积极筹款购买枪支，领导农民举行暴动，并组织建立了该县的农民赤卫队。1927年冬，他组建了中国工农革命军第九军鄂北总队，并担任总队长。其后，他率领部下开展游击战争，并领导开辟了鄂北游击根据地。
1928年夏，程克绳因国军重兵进剿，他转往豫西南从事地下工作。1930年，任中共豫鄂边特委委员、豫鄂边区军委主席，豫鄂边区革命委员会主席。1931年2月，任中国工农红军第九军第二十六师师长。1932年6月，由于国军的重兵围剿以及中共党内的左倾冒进主义错误，战争再次受挫；他带领红二十六师余部转移到大洪山区坚持游击斗争，后任鄂北游击队总指挥。1932年秋，程克绳在肃反中惨遭诬陷，被杀害于大洪山区湖北京山六房咀田家台子。